# Actinopyga fusca
Actinopyga fusca е вид морска краставица от семейство Holothuriidae.

## Разпространение
Видът е разпространен в Нова Каледония.